# یوهان سودرکوئیست
یوهان سودرکوئیست (سوئدی: Johan Söderqvist؛ زادهٔ ۱۱ فوریهٔ ۱۹۶۶) موسیقی‌دان و آهنگساز اهل سوئد است.
از فیلم‌هایی که وی در آن‌ها نقش داشته‌است، می‌توان به برادران، بعد از عروسی، چیزهایی که در آتش از دست دادیم، در یک دنیای بهتر، آدم درست را راه بده، کون-تیکی، غایب و آمونسن اشاره نمود.
وی همچنین برای چند بازی ویدئویی نیز آهنگ ساخته‌است که از آن میان، می‌توان به بتلفیلد ۱ و بتلفیلد ۵ اشاره کرد.